# Biebelried
Biebelried ist eine Gemeinde im unterfränkischen Landkreis Kitzingen und ein Mitglied der Verwaltungsgemeinschaft Kitzingen.

## Geografie
Die Gemeinde liegt in der Region Kitzingen.

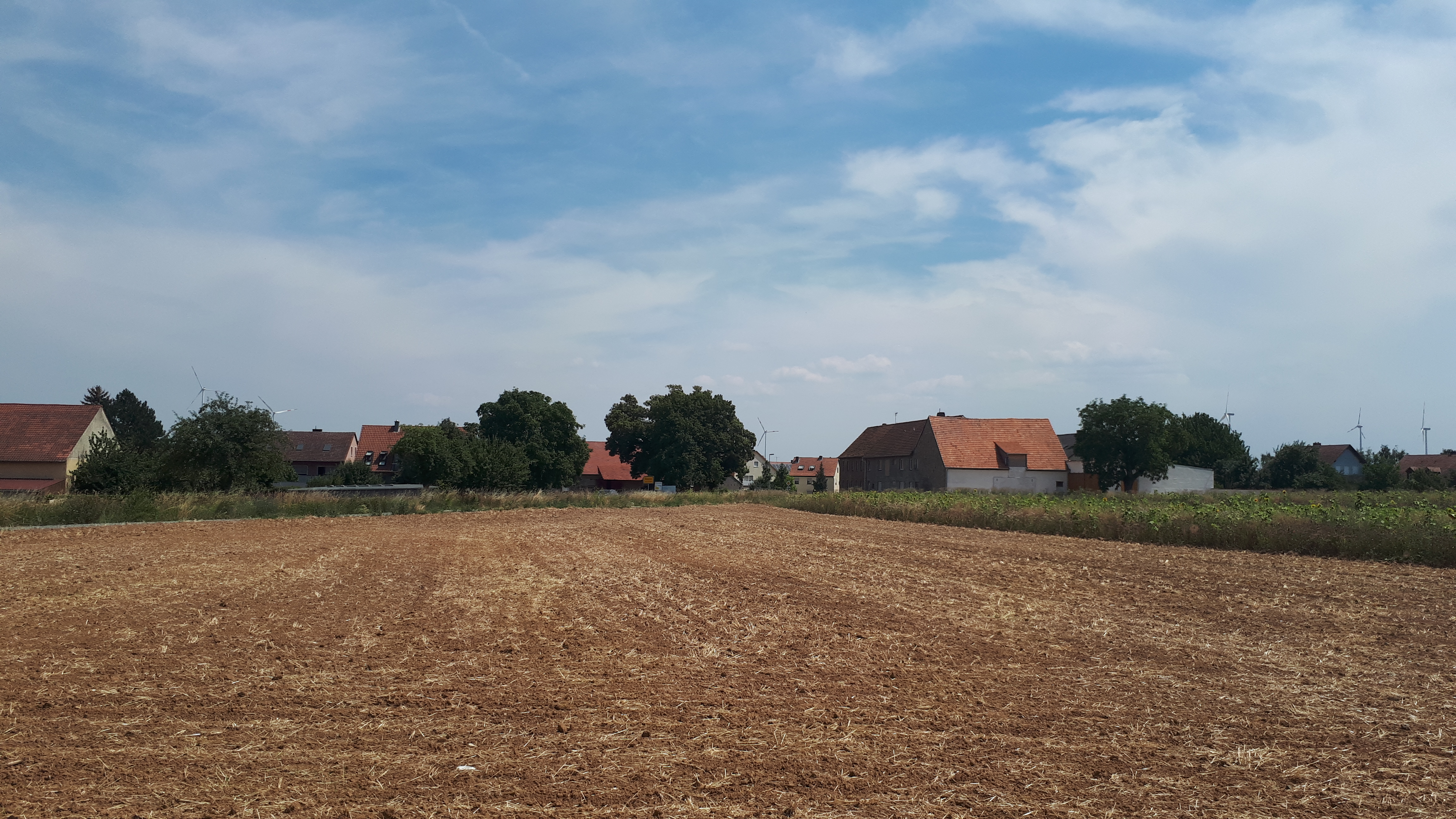
Ortseinfahrt von Biebelried, von Würzburg herkommend

### Gemeindegliederung
Es gibt drei Gemeindeteile (in Klammern ist der Siedlungstyp angegeben):
- Biebelried (Pfarrdorf)
- Kaltensondheim (Kirchdorf)
- Westheim (Pfarrdorf)

Es gibt die Gemarkungen Biebelried, Kaltensondheim und Westheim.

### Nachbargemeinden
Nachbargemeinden sind (von Norden beginnend im Uhrzeigersinn): Dettelbach, Mainstockheim, Buchbrunn, Kitzingen, Ochsenfurt, Randersacker, Theilheim und Rottendorf.

### Naturräumliche Lage
Naturräumlich liegt die Gemeinde auf den sogenannten Hochflächen im südlichen Maindreieck, die zu den Gäuflächen im Maindreieck gezählt werden. Typisch sind die etwa 300 m hohen Flächen, die in Richtung des Maines steil abfallen.

### Schutzgebiete
Auf dem Gebiet der Gemeinde liegt ein Teil des Vogelschutzgebietes Ortolangebiete um Erlach und Ochsenfurt. Drei Pappeln am östlichen Ortsausgang von Biebelried wurden als Naturdenkmal geschützt. Diesen Status haben auch ein Kastanienbaum mit Bildstock und das Gehölz in der Urzenwiese bei Kaltensondheim. Ein Speierlingsbaum in der Nähe des Kaltensondheimer Niederholzes wird dagegen nicht mehr als Naturdenkmal geführt. In Westheim schützte man die alte Kastanie vor dem Rathaus. Die Linde am Pfarrhaus entfernte man vor einiger Zeit.

## Geschichte

### Bis zur Gemeindegründung
Biebelried wurde erstmals im 9. Jahrhundert erwähnt. Nach dem Aussterben der Herren von Biebelried 1244 ging das Dorf in den Besitz des Johanniterordens bzw. später des Malteserordens über. Letzterer wurde 1806 aufgehoben, und der Ort fiel mit dem Beitritt zum Rheinbund an das Großherzogtum Würzburg, mit dem er 1814 zum Königreich Bayern kam. Im Zuge der Verwaltungsreformen in Bayern entstand mit dem Gemeindeedikt von 1818 die heutige Gemeinde.
In der Hauptstr. 11 befinden sich die Reste des Johanniterkastells.
Am 1. September 1897 fand auf einem Gelände unmittelbar südlich von Biebelried zwischen Westheim und Repperndorf eine Parade des bayerischen II. Armee-Corps statt. Anlass waren die sogenannten Fürstentage in Würzburg. Während der Parade weilten viele der Monarchen der deutschen Länder in Biebelried, unter anderem Kaiser Wilhelm II., der bayerische Prinzregent Luitpold und der spätere König Ludwig. Die Parade wurde vom Schlachtenmaler Louis Braun in einem Ölgemälde festgehalten.

### Verwaltungsgemeinschaft
Biebelried gehört seit der Gemeindegebietsreform 1978 zur Verwaltungsgemeinschaft Kitzingen.

### Eingemeindungen
Am 1. Mai 1978 wurden die bis dahin selbständigen Gemeinden Kaltensondheim und Westheim eingegliedert.

### Einwohnerentwicklung
| Jahr      | 1961 | 1970 | 1987 | 1991 | 1995 | 2000 | 2005 | 2010 | 2015 | 2020 |
| --------- | ---- | ---- | ---- | ---- | ---- | ---- | ---- | ---- | ---- | ---- |
| Einwohner | 1015 | 0954 | 1040 | 1097 | 1099 | 1160 | 1176 | 1190 | 1256 | 1188 |

Im Zeitraum 1988 bis 2018 stieg die Einwohnerzahl von 1040 auf 1212 um 172 Einwohner bzw. um 16,5 %. 2013 hatte die Gemeinde 1275 Einwohner.
Quelle: BayLfStat

## Politik

### Bürgermeister
Erster Bürgermeister ist seit 1. Mai 2014 Roland Hoh (FWG). Er wurde am 15. März 2020 mit 52,3 % der Stimmen für weitere sechs Jahre gewählt.

### Gemeinderat
Der Rat der Gemeinde Biebelried besteht aus 12 Personen, die sich seit der Kommunalwahl 2020 wie folgt zusammensetzen:
| Partei/Liste                           | Sitze | %    |
| -------------------------------------- | ----- | ---- |
| FWG Biebelried-Kaltensondheim-Westheim | 5     | 45,0 |
| CSU/Freie Bürger                       | 4     | 30,1 |
| Allgemeine BürgerListe                 | 3     | 24,9 |

### Wappen
| Wappen von Biebelried | Blasonierung: „Über blauem Bogenschildfuß mit vier silbernen Pfählen in Rot zwischen zwei wachsenden silbernen Ähren ein schwebendes eingekerbtes silbernes Johanniterkreuz.“ |
| Wappen von Biebelried | Wappenbegründung: Das Wappen enthält Hinweise auf die drei ehemaligen Gemeinden Biebelried, Kaltensondheim und Westheim. Das Johanniterkreuz erinnert an den gleichnamigen Orden, der in allen drei Orten begütert war und in Biebelried eine Kommende einrichtete. Er übte von 1244 bis 1806 in Biebelried überwiegend die Ortsherrschaft aus. Der Schildfuß stammt aus dem Wappen der Herren von Seinsheim-Schwarzenberg, welche die Herrschaft in Kaltensontheim besaßen. Die silbernen Ähren wurden dem untergegangenen Wappen von Westheim entnommen und weisen gleichzeitig auf die landwirtschaftliche Ausrichtung der Gemeinde hin. Das Wappen wurde von der Regierung von Unterfranken am 26. September 1991 verliehen. Es wurde vom Grafiker Ossi Krapf geschaffen. |

|                       | Wappen von Westheim |
| Wappen von Biebelried | Blasonierung: „In Rot drei silberne, aus einem silbernen Dreiberg aufwachsende Getreideähren an aufrechten Halmen.“ |
| Wappen von Biebelried | Wappenbegründung: Das Wappen ist einem Dienstsiegel des Jahres 1638 entlehnt. Die Tingierung verweist wohl auf die jahrhundertelange Zugehörigkeit zum Hochstift Würzburg, dessen Wappen ebenfalls die Farben Rot und Silber aufweist. Die Ähren sind vielleicht ein Hinweis auf den Haupterwerb der Bewohner. |

## Religion
Die Bevölkerung ist überwiegend katholisch geprägt, Westheim evangelisch und Kaltensondheim jeweils zur Hälfte katholisch und evangelisch.

## Kultur und Sehenswürdigkeiten

### Baudenkmäler
- Den Mittelpunkt des Dorfes bildet die katholische Pfarrkirche St. Johannis Enthauptung
- Ein Hinweis auf die Vergangenheit des Dorfes steht mit dem Johanniterkastell an der Hauptstraße
- Mehrere alte Wohnhäuser, darunter das alte Pfarrhaus von 1870 haben sich im Dorf erhalten
- Einige Bildstöcke und Kleindenkmäler stehen in den Fluren um Biebelried
- In den Gemeindeteilen finden sich weitere Gotteshäuser: In Kaltensondheim stammt die Andreaskirche aus dem 18. Jahrhundert und wird heute als Simultankirche von zwei Konfessionen genutzt. Die lutherische Dreifaltigkeitskirche in Westheim wurde im Jahr 1894 eingeweiht.

### Regelmäßige Veranstaltungen
Höhepunkt des Jahres ist das Johanniter-Fest, das auf dem Johanniter-Platz stattfindet.

### Sage
Eines Nachts mussten zwei Männer von Biebelried her kommend das sogenannte Käferhölzchen durchqueren. Nach kurzer Zeit sprang plötzlich ein feuriges Männchen aus dem Wald und lief in zehn Metern Entfernung vor ihnen her. Eigentlich wäre das Waldstück innerhalb einer halben Stunde zu durchqueren gewesen, aber die Männer wanderten die ganze Nacht hindurch hinter dem Männchen her. Erst als die Glocken der nahen Kirche erklangen verschwand das Männchen und die Männer konnten den Wald verlassen.

## Wirtschaft und Infrastruktur

### Wirtschaft einschließlich Land- und Forstwirtschaft
Es gab im Jahr 2020 nach der amtlichen Statistik in der Land- und Forstwirtschaft elf, im produzierenden Gewerbe 51 und im Bereich Handel und Verkehr 84 sozialversicherungspflichtig Beschäftigte am Arbeitsort. In sonstigen Wirtschaftsbereichen waren 23 Personen sozialversicherungspflichtig beschäftigt. Sozialversicherungspflichtig Beschäftigte am Wohnort gab es insgesamt 537. Im verarbeitenden Gewerbe gab es einen Betrieb, im Bauhauptgewerbe drei Betriebe. Zudem bestanden im Jahr 2016 51 landwirtschaftliche Betriebe mit einer landwirtschaftlich genutzten Fläche von 2724 Hektar, davon waren 2618 Ackerfläche und 99 Dauergrünfläche.

### Verkehr
Biebelried liegt an der Kreuzung der A 3 (Frankfurt-Nürnberg) mit der A 7 (Kassel-Ulm): Autobahnkreuz Biebelried.
Außerdem wird das Gemeindegebiet von der Bundesstraße 8, den Staatsstraßen 2272 und 2450 und den Kreisstraßen KT 4, KT 22 und KT 54 durchquert.

### Bildung
Der Kindergarten der Gemeinde Biebelried liegt im Ortsteil Westheim. Derzeit besuchen 53 Kinder den Kindergarten, darunter 12 Krippenkinder (Stand: 2021).